# ملكة جمال الكون 1991
ملكة جمال الكون 1991 هي مسابقة ملكة جمال الكون الأربعين في تاريخ مسابقة ملكة جمال الكون منذ انطلاقتها عام 1952، عقدت مسابقة في 17 مايو 1991 في مسرح علاء الدين للفنون الاستعراضية في لاس فيغاس ، نيفادا ، الولايات المتحدة. شاركت في هذا العام 73 من بلدن وأقاليم العالم، نهاية الحدث توجت لوبيتا جونز من المكسيك وتسلمت التاج من قبل ملكة جمال الكون السابقة منى غرودت من النرويج.

## النتائج

### المراكز النهائية
| النتائج النهائية     | المتنافسة                                                                                                  |
| -------------------- | --- |
| ملكة جمال الكون 1991 | - المكسيك - لوبيتا جونز                                                                                    |
| الوصيفة الأولى       | - هولندا - بوليان هوزينجا                                                                                  |
| الوصيفة الثانية      | - الاتحاد السوفيتي - جوليا ليميغوفا                                                                        |
| أفضل 6               | - جامايكا - كيمبرلي ميس - الولايات المتحدة - كيلي ماكارتي - فنزويلا - جاكلين رودريغيز                      |
| أفضل 10              | - كوراساو - جاكلين كريجر - فرنسا - ماريفا جورج - باراغواي - فيفيان بينيتيز - يوغوسلافيا - ناتاشا بافلوفيتش |

### الجوائز الخاصة
| الجوائز              | الفائزون                                 |
| -------------------- | ---------------------------------------- |
| أفضل زي وطني         | - كولومبيا - ماريبيل جوتيريز             |
| ملكة جمال فوتوغرافيا | - أيرلندا - سيوبان ماك كلافيرتي          |
| ملكة جمال اللطافة    | - جزر العذراء الأمريكية - مونيك لينديساي |

### المسابقة النهائية
| أمة              | المتوسط الأولي | مقابلة     | ملابس السباحة | فستان سهرة | متوسط نصف النهائي |
| ---------------- | -------------- | ---------- | ------------- | ---------- | ----------------- |
| المكسيك          | 9.006 (1)      | 9.608 (1)  | 9.450 (1)     | 9.758 (1)  | 9.605 (1)         |
| هولندا           | 8.694 (10)     | 9.592 (2)  | 9.073 (6)     | 9.600 (4)  | 9.421 (4)         |
| الاتحاد السوفيتي | 8.864 (3)      | 9.550 (3)  | 9.225 (3)     | 9.717 (2)  | 9.497 (3)         |
| فنزويلا          | 8.719 (7)      | 9.533 (4)  | 9.412 (2)     | 9.650 (3)  | 9.531 (2)         |
| جامايكا          | 8.986 (2)      | 9.418 (6)  | 9.213 (4)     | 9.542 (7)  | 9.391 (5)         |
| الولايات المتحدة | 8.834 (4)      | 9.425 (5)  | 8.950 (8)     | 9.542 (7)  | 9.305 (6)         |
| كوراساو          | 8.753 (6)      | 9.190 (8)  | 9.135 (5)     | 9.550 (6)  | 9.291 (7)         |
| باراغواي         | 8.719 (7)      | 9.375 (7)  | 8.987 (7)     | 9.350 (10) | 9.237 (8)         |
| فرنسا            | 8.706 (9)      | 9.067 (10) | 8.867 (10)    | 9.590 (5)  | 9.174 (9)         |
| يوغوسلافيا       | 8.774 (5)      | 9.167 (9)  | 8.875 (9)     | 9.442 (9)  | 9.161 (10)        |

## المتسابقات
- الأرجنتين - فيرونيكا هونورات
- جزر البهاما - فرح فيونا سوندرز
- بلجيكا - كاتيا ألينس
- بليز - جوزفين غولت
- برمودا - أندريا سوليفان
- بوليفيا - ماريا سيلفا لانديفار
- البرازيل - باتريشيا فرانكو دي جودوي
- جزر العذراء البريطانية - آن لينارد
- بلغاريا - كريستي دروميفا
- كندا - ليزلي مكلارين
- جزر كايمان - بيثيا ميشيل كريستيان
- تشيلي - سيسيليا ديل روزاريو ألفارو
- كولومبيا - ماريبيل جوتيريز تينوكو
- جزر كوك - ريما تشيتي
- كوستاريكا - فيفيانا مونيوز
- كوراساو - جاكلين كريجر
- تشيكوسلوفاكيا - ريناتا جوريكا
- جمهورية الدومينيكان - ميليسا فارغاس
- الإكوادور - ديانا نيرا
- السلفادور - ريبيكا دافيلا
- فنلندا - تانيا فيينونين
- فرنسا - ماريفا جورج
- ألمانيا - كاترين ريختر
- غانا - ديلا تاماكولي
- اليونان - مارينا بوبو
- غوام - جيفون بيلاكاني
- غواتيمالا - لورينا بالاسيوس
- هونغ كونغ - أنيتا يوين
- آيسلندا - ديس سيجورجيرزدوتر
- الهند - كريستابيل هوي
- أيرلندا - سيوبان ماك كلافيرتي
- إسرائيل - ميري جولدفارب
- إيطاليا - ماريا بيسكوتي
- جامايكا - كيمبرلي ميس
- اليابان - أتسوكو ياماموتو
- كوريا - سيو جونغ مين
- لبنان - فداء شهيب
- لوكسمبورغ - أنيت فيدت
- ماليزيا - إيلين تشيو
- مالطا - ميشيل زرب
- موريشيوس - دانديفي جيتون
- المكسيك - لوبيتا جونز
- ناميبيا - رونيل ليبنبرغ
- هولندا - بولين هويزينجا
- نيكاراغوا - آنا صوفيا بيريرا
- نيجيريا - تونيا أوكوجبينين
- جزر ماريانا الشمالية - شارون روزاريو
- النرويج - لين ماريا بيدرسن
- بنما - ليز دي ليون
- باراغواي - فيفيان بينيتيز
- بيرو - إليانا مارتينيز
- الفلبين - ماريا لورديس غونزاليس
- بولندا - جوانا ميشالسكا
- بورتوريكو - ليسيت بوريه
- جمهورية الصين - لين شو تشوان
- رومانيا - دانييلا ناني
- سانت فينسنت والغرينادين - سامانثا روبرتسون
- سنغافورة - ايلين يو
- الاتحاد السوفيتي - جوليا ليميجوفا
- إسبانيا - إستر أرويو
- سريلانكا - ديلوكا سينيفيراتني
- سورينام - سيمون فوس
- السويد - سوزانا جوستافسون
- تايلاند - جيرابرابا ساوتنان
- ترينيداد وتوباغو - جوزي آن ريتشاردز
- تركيا - بينار أوزدمير
- جزر توركس وكايكوس - كاثي هوكينز
- المملكة المتحدة - هيلين ابتون
- الأوروغواي - أدريانا كوماس
- الولايات المتحدة - كيلي مكارتي
- جزر العذراء الأمريكية - مونيك لينديساي
- فنزويلا - جاكلين رودريغيز
- يوغوسلافيا - ناتاشا بافلوفيتش

## الروابط الخارجية
- موقع ملكة جمال الكون الرسمي